# Aspalathus globulosa
Aspalathus globulosa är en ärtväxtart som beskrevs av Ernst Meyer. Aspalathus globulosa ingår i släktet Aspalathus och familjen ärtväxter. Inga underarter finns listade i Catalogue of Life.